# José Balta y Montero
José Balta i Montero (Lima, 25 d'abril de 1814 - Lima, 26 de juliol de 1872), va ser un militar i polític peruà que va ocupar la presidència del Perú de 1868 a 1872. Durant el seu govern es va signar el Contracte Dreyfus per a l'explotació del guano, i va celebrar grans emprèstits a Europa, amb els quals va iniciar un ambiciós programa de construcció de ferrocarrils, sent els més notables els de penetració de la costa a la serra. Prop del final del seu govern va ser enderrocat pels germans Gutiérrez i pocs dies després va morir assassinat.